# Treviso (Santa Catarina)
Treviso  este un oraș în Santa Catarina (SC), Brazilia.